# Mick Foley
Michael Francis "Mick" Foley, Sr. (Bloomington, 7 de junho de 1965) é um ator, comediante, autor, dublador, comentarista e ex-lutador de wrestling profissional, que atualmente trabalha para a WWE, tendo também trabalhado em promoções como WCW, ECW e TNA.
Durante sua carreira, Foley lutou usando seu nome real e vários diferentes personagens (mais notavelmente Dude Love, Cactus Jack e Mankind). Ele foi o primeiro Campeão Hardcore da WWF e três vezes Campeão da WWF como Mankind. Ele ganhou o WWF World Tag Team Championship oito vezes, o ECW World Tag Team Championship duas vezes e o WCW World Tag Team Championship uma vez. Após sua aposentadoria, Foley passou a atuar como árbitro e comentarista no programa SmackDown. Em 2013, Foley foi introduzido ao Hall da Fama da WWE.
Após deixar a WWE em 2008, ele foi contratado pela TNA, onde era, na história, o acionista majoritário da companhia. Lá, Foley ganhou o TNA World Heavyweight Championship e TNA Legends (hoje conhecido como Television) Championship. Além disso, Foley escreveu autobiografias que se tornaram best-sellers. Ele foi o assunto do documentário Beyond the Mat, sobre o auge de sua carreira. Mais recentemente ele apareceu no documentário Bloodstained Memoirs.

## Início
Foley nasceu em Boomington, Indiana. Logo após o nascimento de Foley, sua família se mudou para Setauket, New York, onde Foley estudou na Ward Melville High School, jogou lacrosse e lutou luta greco-romana. Foi colega de classe do ator Kevin James, e lutou com ele no time de luta greco-romana. Enquanto estudava na State University of New York at Cortland, ele pegou uma carona para o Madison Square Garden para assistir seu lutador favorito, Jimmy Snuka, em uma luta Steel Cage com Don Muraco. Foley declarou que Snuka salta sob Muraco do alto da jaula o impulsionou a praticar wrestling profissional.

## Carreira no wrestling profissional
Mick Foley treinou formalmente na escola de wrestling de Dominic DeNucci em Freedom, Pensilvânia, dirigindo diversas horas semanalmente de Cortland, fazendo sua estreia em 1983. Além de aparecer em eventos de DeNucci, Foley participou de lutas na WWF, lutando sob o nome de "Jack Foley" e sendo derrotado rapidamente por outros lutadores, os fazendo parecer mais fortes. Em uma dessas lutas, Foley e Les Thornton enfrentaram British Bulldogs. Durante o combate, Dynamite Kid aplicou um clothesline tão forte em Mick que ele não foi capaz de comer comida sólida por semanas.
Após vários anos lutando no circuito independente, Foley começou a receber ofertas de diversas promoções regionais, como a UWF. Ele se juntou a CWA como Cactus Jack, onde formou uma dupla com Gary Young chamada Stud Stable. Cactus e Young foram campeões de duplas em 1988. Em 20 de novembro, Foley deixou a CWA pela World Class Championship Wrestling.
Na World Class Championship Wrestling (WCCW), Cactus Jack, sob o nome de Cactus Jack Manson, fez parte de um grupo de Skandor Akbar. Foley ganhou vários títulos, incluindo o Light Heavyweight Championship, antes de deixar a empresa após ser derrotado por Eric Embry em nove segundos. Ele competiu na Continental Wrestling Federation antes de se juntar a World Championship Wrestling, incluindo uma luta com Mil Máscaras no Clash of the Champions X: Texas Shootout. Durante esse período, Foley sofreu um acidente e perdeu os dois dentes da frente, característica que mantém até hoje. Após deixar a WCW, Foley foi contratado por Herb Abrams na Universal Wrestling Federation. Na UWF, Foley formou uma dupla com Bob Orton, criando uma rivalidade com Don Muraco, Sunny Beach e Brian Blair.
Ele logo deixou a UWF Tri-State Wrestling (depois conhecida como Extreme Championship Wrestling), cujo estilo de lutas violentos agradava a Foley. Em uma noite, conhecida como Tri-State's Summer Sizzler 1991, Cactus Jack e Eddie Gilbert lutaram três vezes: Cactus ganhou uma luta Falls Count Anywhere, perdeu uma luta Stretcher, e foi desqualificado de uma luta Steel Cage. Essas lutas chamaram a atenção dos produtores da World Championship Wrestling, que contrataram Foley.

### World Championship Wrestling (1991–1994)
Em 5 de setembro de 1991, Cactus Jack estreou como um vilão atacando Sting. Após rivalidades com Van Hammer e Abdullah the Butcher, Cactus Jack enfrentou Sting, então Campeão da WCW, em uma luta Falls Count Anywhere no Beach Blast em 1992, luta vencida por Sting. Por um longo tempo, Foley considerou a luta a melhor de sua carreira.
Após passar um ano e meio como vilão, Cactus Jack se tornou um mocinho após uma rivalidade com Paul Orndorff, Harley Race e Big Van Vader. Jack e Orndorff se enfrentaram em uma luta por uma vaga do time de Vader no Clash of Champions. Após a luta, Race e Orndorff atacaram Jack. No Clash of Champions, Cactus Jack ajudou o time de Sting a derrotar o de Vader. Ele continuou a rivalidade com Orndorff, ganhando uma Falls Count Anywhere no Superbrawl III.
Cactus Jack enfrentou Vader em 6 de abril 1993, vencendo por contagem, mas sendo severamente atacado no processo. Em uma revanche em 23 de abril, Vader retirou os colchões protetores da arena e aplicou uma powerbomb em Foley no concreto, causando uma concussão e lhe fazendo perder a sensibilidade no pé esquerdo. Enquanto Foley estava fora, WCW começou uma história onde Jack teria enlouquecido e internado.
Em uma das lutas mais brutais, Cactus enfrentou Vader em uma luta Texas Death no Halloween Havoc. Race ajudou Vader a ganhar ao nocautear Cactus. Em 16 de março de 1994, durante uma turnê na Europa, Foley e Vader se enfrentaram em Munique. Durante a luta, Vader enforcou Jack com as cordas do ringue, em um movimento seguro. No entanto, 2 Cold Scorpio havia reclamando à administração sobre as cordas, fazendo com que elas fossem endurecidas. Foley tentou se libertar do enforcamento, perdendo 2/3 de sua orelha, fazendo uma cirurgia mais tarde. Cactus Jack e Kevin Sullivan deveriam ganhar os títulos de duplas no Slamboree, em 1994.

### Extreme Championship Wrestling, Smokey Mountain Wrestling e Japão (1994–1996)
Após deixar a WCW, Foley se juntou à recém-criada Extreme Championship Wrestling (ECW) e começou uma rivalidade com Sabu. Jack formou duplas com Terry Funk, Mikey Whipwreck e Kevin Sullivan. Ele ganhou duas vezes o ECW World Tag Team Championship com Whipwreck.
No final de 1994, Foley passou a lutar pela Smoky Mountain Wrestling (SMW) como Cactus Jack, fazendo Boo Bradley perder o título televisivo. Ele passou a se aliar a Brian Lee em uma rivalidade com Bradley e Chris Candido. Cactus Jack começou uma cruzada para separar Bradley e Tammy Lynn Sytch. Ele acusou Candido de ter mantido relações sexuais com Sytch. Cactus Jack deixou a SMW antes do fim da rivalidade.
Em 1995, Foley foi ao Japão para lutar pela International Wrestling Association of Japan, onde manteve rivalidades com Terry Funk e Shoji Nakamaki. Foley ganhou o apelido de "Tsunami Stopper." Foley, no entanto, logo retornou à ECW para começar uma rivalidade com The Sandman. Funk formou uma dupla com Sandman contra Foley.
Retornando à IWA, Cactus Jack começou uma rivalidade com Leatherface, que traiu durante uma luta. Foley continuou a lutar em circuitos independentes, ganhando títulos na Ozark Mountain e Steel City. Em 20 de agosto de 1995, a IWA orgaizou um torneio "King of the Death Match". Cactus Jack lutou na primeira rodada com um bastão de beisebol com arame farpado, derrotando Terry Gordy; derrotou Shoji Nakamaki na segunda rodada usando uma placa com arame farpado. Na final, Cactus derrotou Terry Funk, com a ajuda de Tiger Jeet Singh. Foley afirmou que só recebeu $300 pela noite
Foley retornou à ECW para formar uma dupla com Tommy Dreamer. Cactus começou a interpretar um personagem que criticava as lutas hardcore. Ele passou a dizer que queria salvar Dreamer desse estilo de vida. Em 5 de agosto de 1995, Cactus traiu Dreamer durante uma luta contra The Pitbulls. Cactus Jack se uniu ao Raven's Nest, já que desejava servir Raven. Ele se tornou um dos mais importantes capangas de Raven. Em 28 de agosto, Cactus derrotou o então-nunca derrotado 911. Como parte de seu personagem vilanesco, ela passou a falar bem da WWF e da WCW, e contra a ECW. A última luta de Foley na ECW foi contra Mickey Whipwreck em 9 de março de 1996.

### World Wrestling Federation / Entertainment (1996-2008)

#### Múltiplas personalidades (1996–1998)
Foley estreou na WWF em 1996 com um novo personagem: Mankind, uma alma torturada, masoquista e bipolar. O nome original que Vince McMahon havia escolhido era "Mason the Mutilator", mas o mudou para Mankind a pedido de Foley. Mankind estreou no dia após o WrestleMania XII, começando uma rivalidade com The Undertaker. A rivalidade seguiu até o King of the Ring. Durante a luta, o manager de Undertaker, Paul Bearer, "acidentalmente" acertou Undertaker com sua urna, permitindo que Foley vencesse. Os dois deveriam se enfrentar, então, em uma Boiler Room Brawl, na qual os dois deveriam deixar uma sala das caldeiras e pegar a urna de Bearer no ringue.
The Undertaker estava quase vencendo, mas Paul Bearer se recusou a lhe dar a urna, dando a vitória a Foley. Enquanto Mankind teve Paul Bearer como manager, ele se referia a ele como "Tio Paul." Mankind enfrentou o Campeão da WWF Shawn Michaels no In Your House: Mind Games. Michaels venceu por desqualificação após interferências de Vader e The Undertaker. Por vários anos, Foley considerou essa a melhor luta de sua carreira.
A rivalidade entre Mankind e Undertaker continuou na primeira luta Buried Alive no In Your House: Buried Alive. Undertaker ganhou a luta, mas Paul Bearer, Terry Gordy (como Executioner), Mankind e outros vilões atacaram e enterraram Undertaker. Mais tarde ele desafiou Mankind para uma luta no Survivor Series, a qual venceu. A rivalidade acabou no In Your House: Revenge of the Taker pelo WWF Championship, que Undertaker havia ganho no WrestleMania 13. Undertaker venceu a luta.
Jim Ross começou a conduzir uma série de entrevistas com Mankind. Durante os segmentos, Ross passou a falar de vídeos caseiros que Mankind gravava, interpretando o personagem Dude Love, um amoroso hippie. Durante esse tempo, Stone Cold Steve Austin e Shawn Michaels ganharam o WWF Tag Team Championships de Owen Hart e The British Bulldog, mas Michaels se lesionou e teve que abandonar o título. Mankind tentou substituí-lo, mas Austin se recusou a se aliar a ele, decidindo enfrentar Hart e Bulldog sozinho na semana seguinte. Durante a luta, Foley, como Dude Love, ajudou Austin, se tornando Campeão de Duplas. Na semana seguinte, Dude se aliou a Austin e The Undertaker para enfrentar Bret Hart, Owen Hart e Davey Boy Smith, membros do grupo Hart Foundation, em uma luta entre Canadá e Estados Unidos, com uma bandeira no topo de um mastro. A Hart Foundation acabaria vencendo a luta. Austin e Dude deixaram os títulos vagos após Austin se lesionar. Dude Love começou uma rivalidade com Hunter Hearst Helmsley, e os dois competiram em uma luta Falls Count Anywhere. Antes da luta, em uma vídeomontagem, Dude e Mankind discutiam quem deveria enfrentar Helmsley. Eventualmente, eles decidiram que Cactus Jack deveria enfrentar Hunter. Jack venceu a luta. Logo depois, Terry Funk se uniu a WWF como "Chainsaw Charlie". Os dois derrotaram os New Age Outlaws no WrestleMania XIV em uma luta Dumpster para ganhar os títulos de duplas. Vince McMahon lhes tirou os títulos na noite seguinte, marcando uma luta Steel Cage entre Charlie e Jack contra os Outlaws pelos títulos. Os Outlaws venceram após interferência de D-Generation X.
Em 16 de abril de 1998, Foley se tornou um vilão quando Cactus Jack explicou que não o veriam de novo porque eles só se importavam com Stone Cold Steve Austin. Vince McMahon marcou uma luta entre Austin e um oponente misterioso no Unforgiven. O oponente foi revelado como Dude Love, que venceu a luta por desqualificação. McMahon, não gostando do resultado, obrigou Foley a enfrentar Terry Funk por uma nova chance pelo WWF Championship de Austin. Essa foi a primeira luta "luta Hardcore" entre os dois na WWF e a primeira na qual Foley usou seu nome real. Foley venceu e enfrentou Austin no Over the Edge, como Dude Love. McMahon designou seus subordinados Gerald Brisco e Pat Patterson como guardião do tempo e anunciador, se fazendo árbitro. Love acabou derrotado, sendo "demitido" por McMahon no Raw de 1° de junho.

#### Hell in a Cell
No mesmo episódio do Raw, Foley voltou ao seu personagem Mankind, que voltou à rivalidade com The Undertaker. No King of the Ring, os dois competiram na terceira luta Hell in a Cell da história. Foley recebeu diversas lesões após cair uma vez do topo da cela, uma altura de 16 ft (4,88 m) sob a mesa dos comentaristas espanhóis. Com os dois de volta no topo da cela, Undertaker aplicou um chokeslam em Mankind, fazendo com que uma parte da cela cedesse. Foley caiu no ringue e uma cadeira caiu em seu rosto, arrancando-lhe um dente.
Em sua autobiografia Have a Nice Day! A Tale of Blood and Sweatsocks, Foley que não se lembrava da luta e precisou assisti-la para escrever sobre ela. O combate foi votado pela Pro Wrestling Illustrated' como a melhor luta de 1998. Foley afirmou que o choro de sua esposa ao telefone após a luta o fez considerar a aposentadoria. Ele também afirmou que Vince McMahon o agradeceu nos bastidores, mas pediu para que ele nunca mais fizesse algo como aquilo.

#### Mr. Socko, Campeão da WWF e aposentadoria (1998–2000)
Após ganhar o WWF Tag Team Championship com Kane, Foley decidiu transformar Mankind em um personagem mais humorístico. Ele começou essa mudança durante o SummerSlam de 1998, quando ele e Kane perderam os títulos.
No mês seguinte, Foley começou uma história com Vince McMahon, com Mankind tentando se tornar amigo de Mr. McMahon. Em um episódio de setembro do Raw, enquanto McMahon estava no hospital se recuperando de um ataque de The Undertaker e Kane, Mankind tentou lhe animar. Ele conseguiu apenas irritar McMahon, criando um fantoche de meia chamado Mr. Socko. Mankind passou a colocar a meia na mão antes de aplicar seu movimento de finalização mandible claw.
McMahon manipulou Mankind, que passou a lhe ver como uma figura paterna. McMahon criou o Hardcore Championship e deu a Mankind, lhe coroando o primeiro campeão da divisão hardcore. No Survivor Series, ele e The Rock se enfrentaram pelo WWF Championship, com McMahon traindo Mankind. Em referência ao Montreal Screwjob, McMahon obrigou o árbitro a parar a luta quando The Rock aplicou um Sharpshooter em Mankind, mesmo ele não tendo desistido.
Após semanas tentando atacar a facção de McMahon, Corporation, Mankind recebeu uma luta contra The Rock no Rock Bottom: In Your House. Mankind nocauteou The Rock usando Mr. Socko, mas McMahon proibiu o título de mudar de mãos, já que Rock não desistira oficialmente do combate. Em 4 de janeiro de 1999, Mankind derrotou Rock e ganhou seu primeiro WWF Championship.

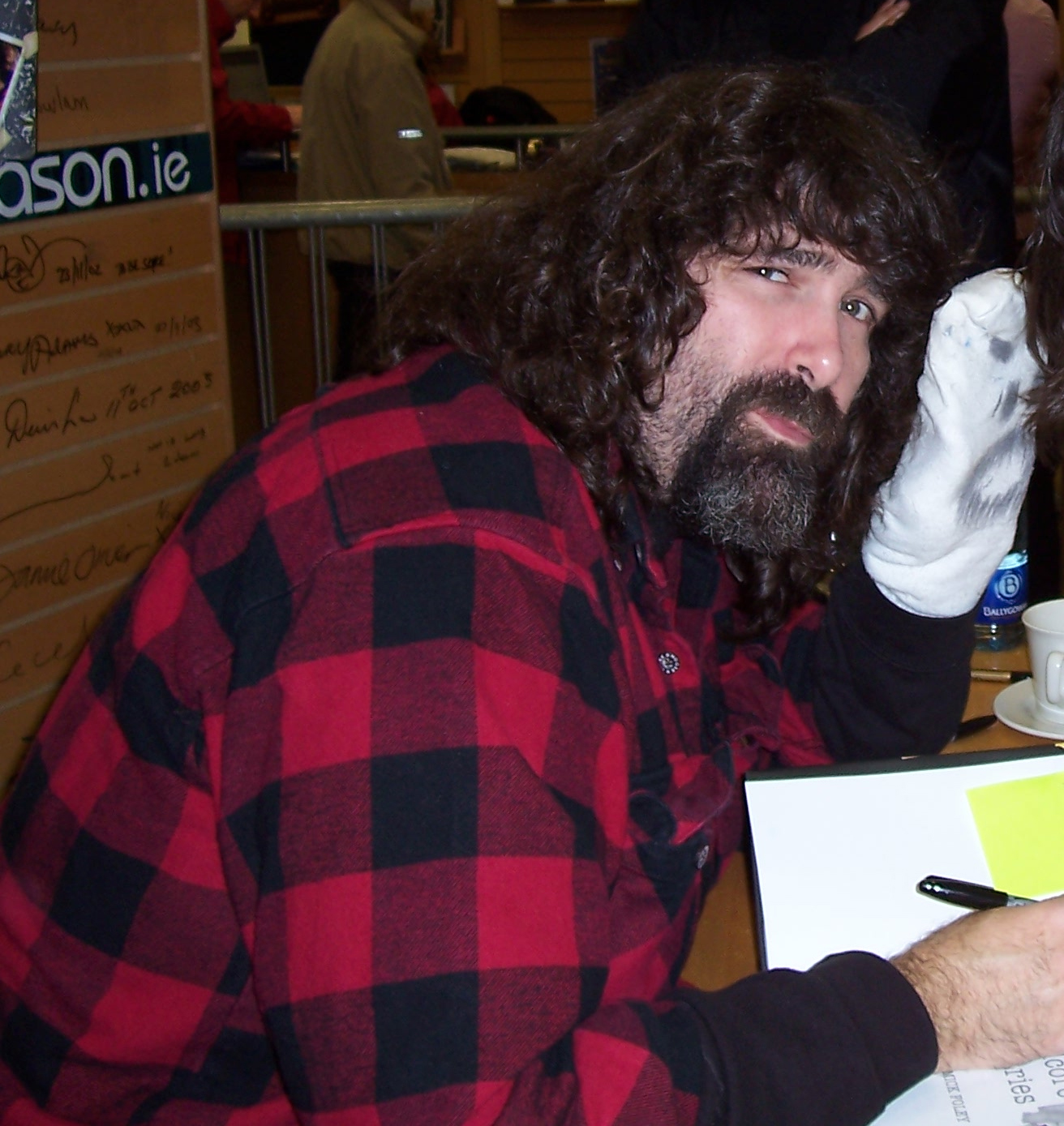
Foley com Mr. Socko

Mankind perdeu o WWF Championship para The Rock em uma luta "I Quit" no Royal Rumble. A luta terminou com Mankind desacordado e os aliados de Rock passando uma gravação de Foley dizendo que desistia. Foley reconquistou o título no Halftime Heat, durante o intervalo do Super Bowl XXXIII, em uma arena vazia. Os dois competiram em uma luta Last Man Standing no St. Valentine's Day Massacre: In Your House, que acabou sem vencedor e Mankind mantendo seu título. Na noite seguinte, McMahon fez Rock e Mankind competirem em uma ladder match pelo título. Rock venceu após interferência de Big Show. Mais tarde naquele ano, Foley e The Rock se tornaram amigos e formaram a dupla Rock 'n' Sock Connection. Os dois venceriam os World Tag Team Championship em três ocasiões.
Foley retornou de uma lesão no joelho como Mankind para ganhar o WWF Championship pela terceira vez no SummerSlam em uma luta também envolvendo Stone Cold Steve Austin e Triple H. Triple H derrotou Mankind e conquistou o título no Raw da noite seguinte. De volta ao personagem Cactus Jack, Foley enfrentou Triple H pelo WWF Championship no Royal Rumble em uma Street Fight. Triple H venceu a luta e Jack teve uma revanche no No Way Out em uma luta Hell in a Cell, com a estipulação de que, se perdesse, Foley deveria se aposentar. Triple H venceu. Foley retornou semanas depois por ordens de Linda McMahon para lutar pelo título no WrestleMania 2000 contra Triple H, The Rock e Big Show. Triple H venceu o combate e Foley não lutou pelos quatro anos seguintes.

#### Comissário (2000–2001)

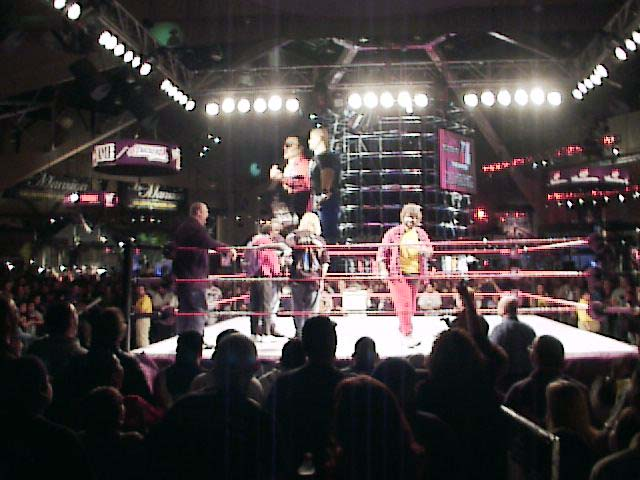
Foley na convenção de fãs no WrestleMania X-Seven

Após se aposentar, Foley se tornou Comissário da WWF sob seu nome real. Ele afirmou que queria que seu personagem como comissário fosse um modelo para os nerds, fazendo piadas ruins e não tentando parecer "durão ou assustador". Ele não teria um escritório, atendendo os lutadores em lugares como um armário. Durante essa época, ele começou rivalidades com Kurt Angle, Edge e Christian, e Vince McMahon.  Em dezembro de 2000, ele seria "demitido" por McMahon.
Foley retornou durante o Monday Night Raw anterior ao WrestleMania X-Seven para anunciar que seria o árbitro da luta entre Mr. McMahon e seu filho Shane no WrestleMania. Após o WrestleMania, Foley passou a aparecer esporadicamente na WWF, sendo o árbitro entre a luta de Earl Hebner e Nick Patrick no WWF Invasion.
Foley retornou ao cargo de comissário em outubro de 2001, no fim da The Invasion. Durante esse período, Foley teve a oportunidade de falar mal da WWF, marcando lutas de unificação de títulos no Survivor Series. Após o Survivor Series, Foley deixou a WWF a pedido de Vince McMahon.

#### Aparições esporádicas (2003–2008)
Foley retornou em junho de 2003 para arbitrar a luta Hell in a Cell entre Triple H e Kevin Nash no Bad Blood. No Raw de 23 de junho, no Madison Square Garden, ele foi honrado por sua carreira e recebeu o cinturão do Campeonato Hardcore. A noite acabou com Foley sendo empurrado das escadas por Randy Orton e Ric Flair. Em dezembro de 2003, Foley substituiu Steve Austin como co-Gerente Geral do Raw. Na história, Foley tinha medo de enfrentar o Campeão Intercontinental Randy Orton, deixando as lutas. Na verdade, Foley estava cansado das viagens e queria escrever e passar mais tempo com sua família.
Em 2004, Foley competiu na luta Royal Rumble, eliminando Orton e se auto-eliminando do combate. Ele e The Rock se reuniram como Rock 'n' Sock Connection, sendo derrotados por Evolution no WrestleMania XX. Orton e Foley continuaram a rivalidade, culminando em uma luta hardcore pelo Campeonato Intercontinental no Backlash, com Orton derrotando Foley como Cactus Jack. Foley considera este combate um dos melhores de sua carreira. Mais tarde naquele ano, Foley participou de uma luta na promoção japonesa HUSTLE, desafiando pelo Campeonato da Tríplice Coroa dos Pesos-Pesados da AJPW contra Toshiaki Kawada, sendo derrotado.
Foley atuou como comentarista no ECW One Night Stand, exibido de 12 de junho de 2005, e subsequentemente renovou seu contrato com a WWE. No Taboo Tuesday, os fãs poderiam votar se ele lutaria como Cactus Jack, Mankind ou Dude Love contra Carlito. Como Mankind, Foley derrotou Carlito. No Raw de 16 de fevereiro de 2006, Foley arbitrou uma luta pelo Campeonato da WWE entre Edge e John Cena. Após Cena vencer, Edge atacou Foley e, na semana seguinte, o desafiou para uma luta no WrestleMania 22. Edge derrotou Foley após aplicar-lhe um Spear em uma mesa em chamas. Nas semanas após a luta, Foley se tornou um vilão e se aliou a Edge contra a nova ECW. No ECW One Night Stand, Foley, Edge e Lita derrotaram Terry Funk, Tommy Dreamer e Beulah McGillicutty.
Foley começou uma rivalidade com Ric Flair, inspirada em uma animosidade real entre os dois criada por Foley escrever em seu livro Have a Nice Day! que Flair era um roteirista ruim. Em resposta, Flair escreveu em sua autobiografia que Foley não passava de um "dublê glorificado", que conseguira sucesso na WWF por ser amigo dos roteiristas. Os dois tiveram um confronto em um evento do Raw em 2003, mas Foley afirmou que eles se reconciliaram. Para a rivalidade, Flair novamente chamou Foley de "dublê glorificado", enquanto Foley o chamou de "um velho pedaço de bosta", o desafiando para uma luta. No Vengeance, Flair derrotou Foley em uma luta de duas quedas. A segunda queda foi por desqualificação, após Foley acertar Flair com uma lata de lixo. Os dois se enfrentaram em uma luta "I Quit" no SummerSlam, com Flair obrigando Foley a desistir após ameaçar Melina com um taco de beisebol com arame farpado. No Raw de 21 de agostou, Foley beijou o traseiro de McMahon para evitar que ele demitisse Melina. Logo depois, McMahon traiu Foley e anunciou sua demissão.
Sete meses depois, Foley retornou ao Raw, em 5 de março de 2007, como um mocinho, enganando McMahon para conseguir seu emprego de volta. Foley apareceu em 11 de junho, insultando McMahon e anunciando como um desafiante pelo Campeonato da WWE. Durante o Raw anterior ao Vengeance, Foley foi atacado por Umaga antes da luta entre os dois começar. No Vengeance, Foley participou de uma luta que envolveu o Campeão da WWE John Cena, Randy Orton, King Booker e Bobby Lashley. Um mês depois, Foley arbitrou no Raw uma luta entre Jonathan Coachman e Hornswoggle, que venceu a luta com a ajuda de Foley. Este fez uma aparição no SmackDown, derrotando Coachman em uma luta com Hornswoggle como árbitro. No Raw de 7 de janeiro de 2008, Foley e Hornswoggle derrotaram The Highlanders para se qualificar para o Royal Rumble, de onde foi eliminado por Triple H.
Foley estreou como comentarista do SmackDown com Michael Cole no Backlash em 2008, substituindo Jonathan Coachman. No SmackDown! de 1 de agosto, Foley foi atacado por Edge enquanto este promovia sua luta no SummerSlam contra The Undertaker. O contrato de Foley expirou em 1 de setembro de 2008.

### Total Nonstop Action Wrestling (2008–2011)

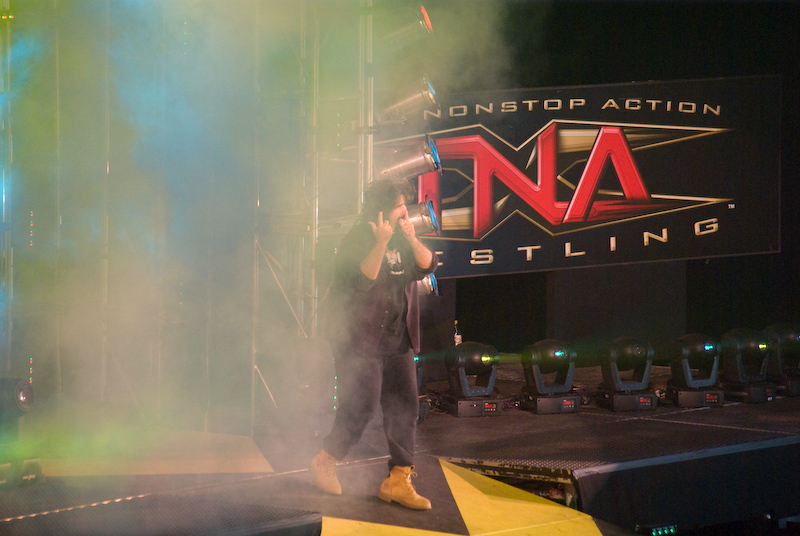
Foley no Bound for Glory IV.

#### Conquista de títulos (2008–2009)
Em 3 de setembro de 2008, a agência de Foley, Gillespie Talent, confirmou que Foley havia assinado um contrato de curta duração com a Total Nonstop Action Wrestling (TNA). Foley afirmou estar "muito excitado pelas especifidades do acordo e seu potencial". Foley fez sua estreia em 5 de setembro, em um evento não-televisionado da TNA, fazendo um discurso sobre o produto da TNA.
No Impact! de 18 de setembro, Foley fez sua primeira aparição televisionada pela TNA, sendo introduzido por Jeff Jarrett em vídeo. Duas semanas depois, fez sua primeira aparição em pessoa, falando sobre o elenco da WWE, Vince McMahon e Kurt Angle. No Bound for Glory IV, ele foi o reforçador das regras da luta entre Jarrett e Angle. No Impact! seguinte, Foley foi impedido de deixar a TNA por Jarrett, que lhe fez uma nova proposta. No Impact! de 23 de outubro, Foley anunciou ser, com Jarrett, co-dono da TNA.
A The Main Event Mafia, formada por Kevin Nash, Booker T e Scott Steiner, enfrentaria Brother Devon, A.J. Styles e Mick Foley no Genesis. Nash, no entanto, sofreu uma infecção e não participou da luta, sendo substituído por Cute Kip. Foley derrotou Scott Steiner após um double underhook DDT em uma cadeira.
No Lockdown, ele derrotou Sting para conquistar o Campeonato Mundial dos Pesos-Pesados da TNA, seu quarto título mundial. Foley afirmou no Impact! que, se mantivesse o título na luta King of the Mountain no Slammiversary, apenas defenderia o título uma vez por ano. Ele perdeu o título para Kurt Angle na luta, sendo derrotado em uma revanche no Victory Road.
Em 30 de julho de 2009, no 200° episódio do Impact!, Foley conquistou o Campeonato das Lendas da TNA ao derrotar o campeão Kevin Nash em uma luta de duplas (Kash e Angle enfrentaram Foley e Bobby Lashley). No Hard Justice, Nash derrotou Foley para reconquistar o título após inteferência de Traci Brooks.

#### EV 2.0 e rivalidade com Immortal (2010–2011)
Foley retornou a TNA em 12 de julho de 2010, nas gravações do Impact! de 15 de julho, liderando uma invasão dos ex-lutadores da Extreme Championship Wrestling (ECW), Tommy Dreamer, Stevie Richards, Rhino, Al Snow, Pat Kenney, Brother Devon, Raven e o Campeão Mundial dos Pesos-Pesados da TNA Rob Van Dam, formando um grupo conhecido como EV 2.0. Na semana seguinte, a presidente da TNA Dixie Carter concordou em criar um evento em pay-per-view para os ex-lutadores da ECW, o Hardcore Justice: The Last Stand, uma celebração ao hardcore wrestling e um último adeus à companhia. No evento, Foley foi árbitro da luta entre Tommy Dreamer e Raven. No Impact! seguinte, o grupo foi atacado por A.J. Styles, Kazarian, Robert Roode, James Storm, Douglas Williams e Matt Morgan, do grupo Fourtune de Ric Flair, que não pensavam que eles deveriam estar na TNA. Em agosto, Foley passou a escrever uma coluna semanal no website da TNA. No Impact! de 7 de outubro de 2010, Foley derrotou Flair em uma luta Last Man Standing. No Bound for Glory, Foley acompanhou EV 2.0 quando Dreamer, Raven, Rhino, Richards e Sabu derrotaram Styles, Kazarian, Morgan, Roode e Storm. Depois de dois meses, Foley retornou no Impact! de 23 de dezembro, confrontando Fortune e Immortal. Após o Genesis, Foley passou a fazer aparições regulares apenas em eventos não televisionados. No Impact! de 12 de maio, Foley retornou e anunciou ser o consultor da emissora, tendo causado diversos problemas para o Immortal nos meses anteriores. Em 23 de maio, Foley, que havia expressado sua frustração com TNA e que não teria planos para renovar seu contrato com a companhia, fez uma piada no Twitter, dizendo que os eventos da TNA eram vazios. No Impact Wrestling de 2 de junho, Hulk Hogan anunciou que Foley havia deixado de ser o consultor da emissora. Foley deixou a companhia em 5 de junho de 2011.

### Retorno a WWE (2011–presente)

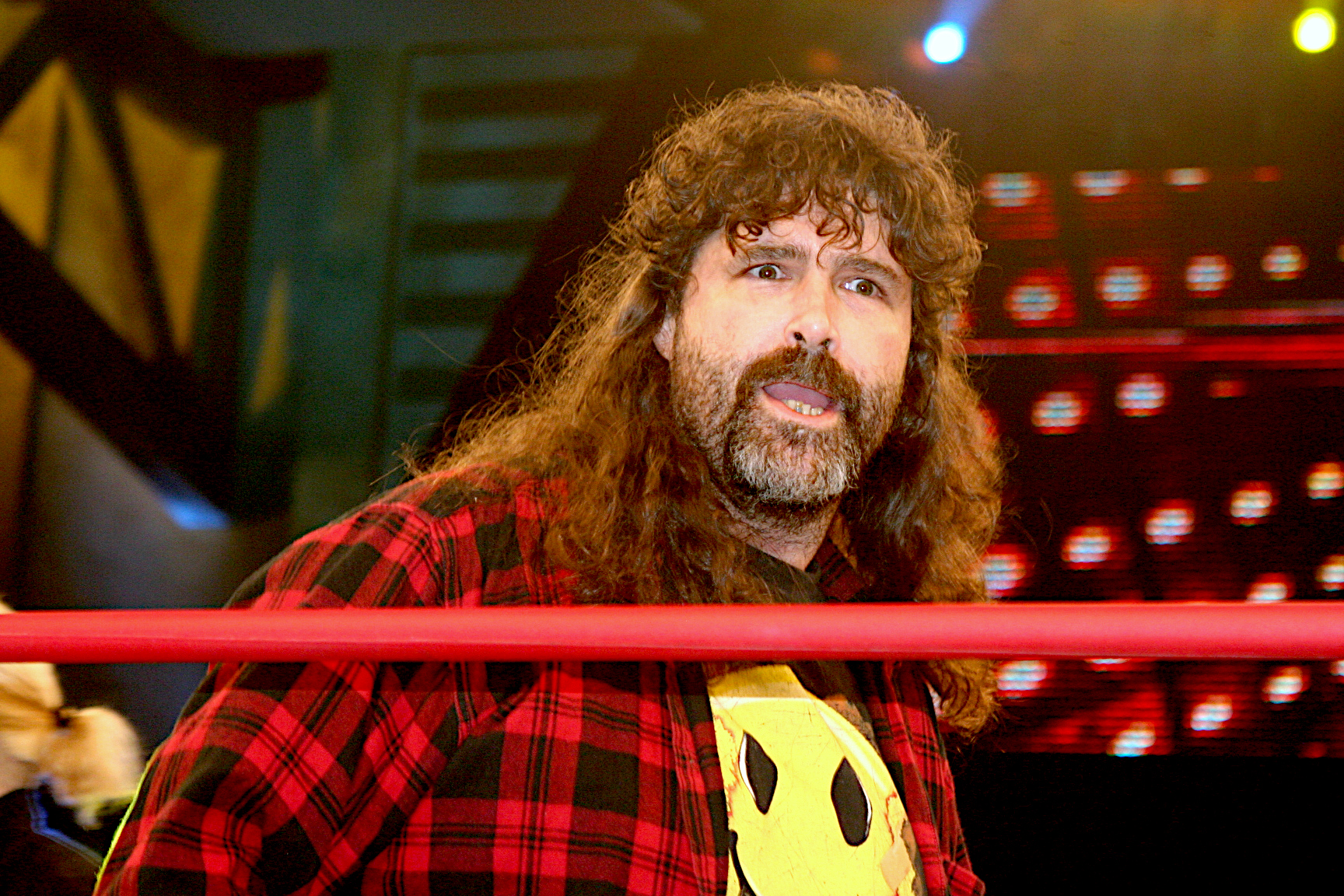
Foley na TNA

#### Aparições esporádicas (2011–2012)
Foley retornou a WWE em um evento não televisionado em Dublin, Irlanda, fazendo uma aparição contra The Miz e R-Truth, sendo o árbitro da luta. Ele apareceu novamente em um evento em Manchester, em 5 de novembro. Foley retornou ao Raw em 14 de novembro, apresentado uma celebração "This is Your Life" para John Cena (ele apresentou um segmento similar para The Rock 12 anos antes). O segmento foi interrompido por The Rock, que aplicou um Rock Bottom em Foley. Foley foi o apresentador do episódio ao vivo e natalino do SmackDown de 29 de novembro. No Raw de 16 de janeiro de 2012, ele anunciou sua intenção de participar da luta Royal Rumble no evento Royal Rumble de 2012. Na semana seguinte, ele reapareceu, desejando sorte para Zack Ryder antes de uma luta contra Kane. Foley participou do Royal Rumble, eliminando Justin Gabriel (com ajuda de Ricardo Rodriguez), Epico e Primo, eventualmente sendo eliminado por Cody Rhodes após 06:34 de luta.
Foley apareceu em um segmento nos bastidores com Santino Marella durante o WrestleMania XXVIII. Em 10 de abril de 2012, Foley participou do "WWE SmackDown: Blast from the Past". Ele retornou ao Raw em 18 de junho, sendo Gerente Geral do Raw e do SmackDown daquela semana. No milésimo episódio do Raw, em 23 de julho, ele voltou ao personagem "Dude Love", dançando com Brodus Clay e aplicando a mandible claw em Jack Swagger.

#### Rivalidade com CM Punk, Hall da Fama e Saturday Morning Slam (2012–presente)
Ele fez uma nova aparição no Raw de 24 de setembro, confrontando CM Punk sobre sua aliança com Paul Heyman. Nos bastidores, Foley foi atacado por Punk. Ele confrontou Punk novamente no Raw de 29 de outubro, sendo desafiado para uma luta de times no Survivor Series. Punk, na semana seguinte, foi substituído na luta por Dolph Ziggler. No Survivor Series, o time de Foley foi derrotado pelo de Ziggler. Em janeiro de 2013, foi anunciado que Foley seria introduzido ao Hall da Fama da WWE. Nas gravações do Saturday Morning Slam em 26 de fevereiro (exibido em 16 de março), Foley foi nomeado Gerente Geral do programa.
No dia 20 de outubro de 2014, Foley fez uma aparição surpresa no RAW, Confrontando Seth Rollins e Dean Ambrose, falando sobre o Hell in a Cell 2014.

## No wrestling

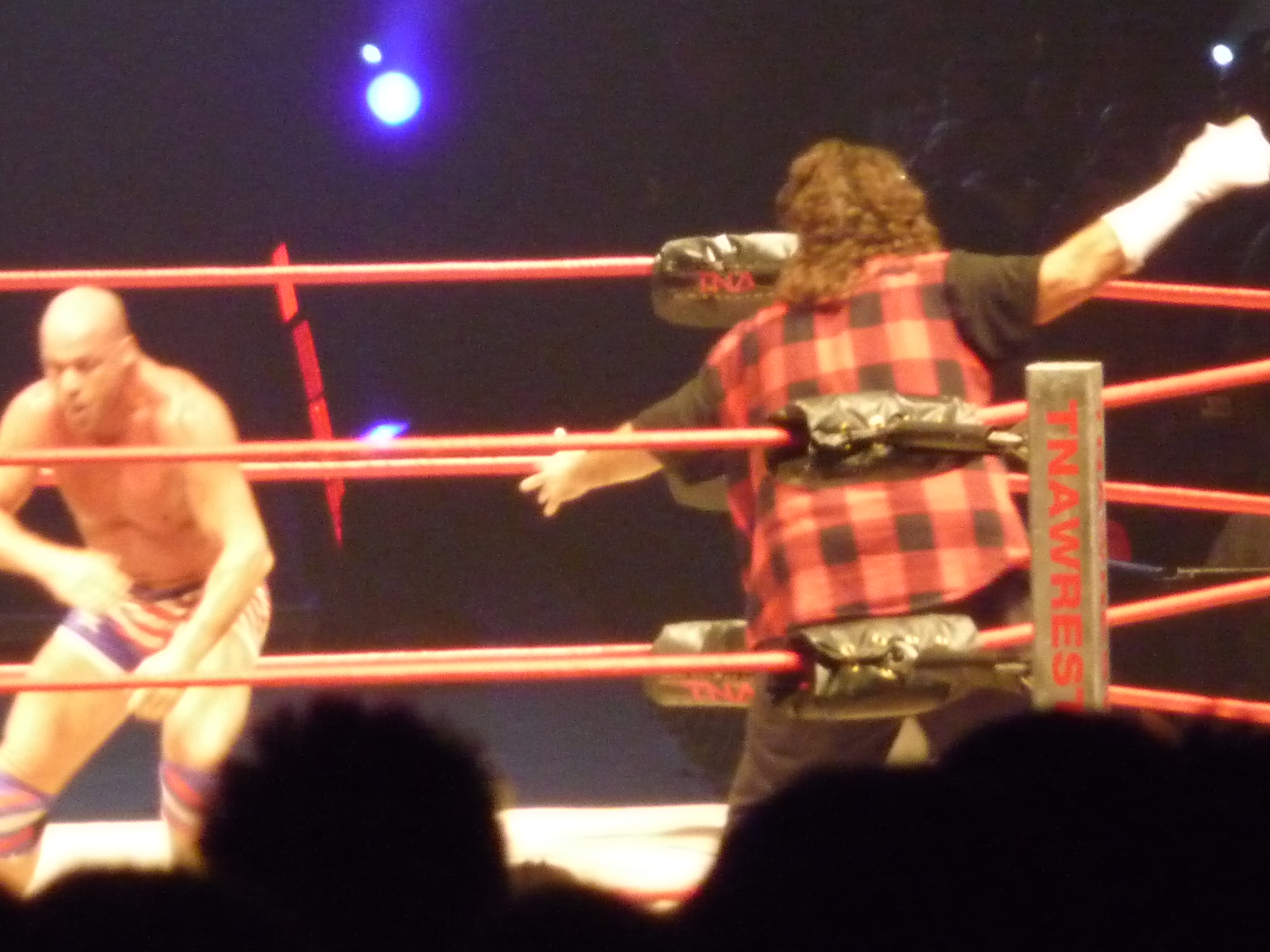
Foley preparando sua mandible claw em Kurt Angle.

- Movimentos de finalização
  - Double underhook DDT[1][4][75]
  - Mandible claw[4] (WWF/E / TNA) / Love Handle[76] (WWF) / Mr. Socko[1] (WWF/E / TNA)
- Movimentos secundários
  - Cactus clothesline[1][27] – Inovado
  - Cactus Elbow (Diving elbow drop para fora do ringue)[3]
  - Cactus Jack Crack Smash[75][77] / Nestea Plunge[3][77][78] (Senton para fora do ringue, normalmente da beirada do ringue)[79]
  - Running knee lift no rosto de um oponente no córner[1]
  - Sweet Chin Music[1] (Superkick) - parodiado de Shawn Michaels
- Managers
  - The Grand Lizard of Wrestling[80]
  - Brian Hildebrand[80]
  - Paul Bearer[44]
  - Downtown Bruno[81]
  - Ron Fuller[82]
  - Kevin Sullivan[83]
- Lutadores de quem foi manager
  - Brodus Clay[70]
- Alcunhas
  - "The Hardcore Legend" ("A Lenda Hardcore")[3]
  - "The Unpredictable" ("O Imprevisível")[3]
  - "Mrs. Foley's Baby Boy" ("O Bebê da Sra. Foley")[84]
- Temas de entrada
  - "Marcha Fúnebre" por Frédéric Chopin (WCW)
  - "Mr. Bang Bang" por Jimmy Papa, Larry Velez e Michael Seitz[85][86] (WCW)
  - "Welcome to the Jungle" por Guns N' Roses[85][87] (UWF)
  - "Born to Be Wild" por Steppenwolf[85] (ECW / IWC / ROH)
  - "Back in Black" por AC/DC[85] (ECW)
  - "Schizophrenic" por Jim Johnston[85] (WWF) (1° de abril de 1996 – 4 de janeiro de 1999)
  - "Wreck" por Jim Johnston[85] (WWF/E / IWC) (11 de janeiro de 1999 – 1° de setembro de 2008; 2 de novembro de 2011 - presente)
  - "Chic Chic Bang Bang" por Dale Oliver e Serg Salinas[88][89] (TNA) (3 de setembro de 2008 – 5 de junho de 2011)

## Títulos e prêmios
- Championship Wrestling Association
  - CWA Tag Team Championship (1 vez)[90] – com Gary Young
- Eastern Championship Wrestling / Extreme Championship Wrestling
  - ECW World Tag Team Championship (2 vezes)[30] – com Mikey Whipwreck
- Extreme Mid–South Wrestling
  - MSW North American Championship (1 vez)[91]
- George Tragos/Lou Thesz Professional Wrestling Hall of Fame
  - Prêmio Frank Gotch (2010)[92]
- Great Lakes Championship Wrestling
  - GLCW Heavyweight Championship (1 vez)
- International Wrestling Association of Japan
  - IWA World Tag Team Championship (Versão da IWA Japan) (1 vez)[93] – com Tracy Smothers
  - King of the Deathmatch (1995)
- North American Wrestling
  - NAW Heavyweight Championship (1 vez)[94]
- National Wrestling League
  - NWL Heavyweight Championship (1 vez)[95]
- Ozark Mountain Wrestling
  - OMW North American Heavyweight Championship (1 vez)[96]
- Pro Wrestling Illustrated
  - Luta do Ano (1998) vs. The Undertaker em uma luta Hell in a Cell no King of the Ring[97]
  - Luta do Ano (1999)[97] vs. The Rock em uma luta "I Quit" no Royal Rumble
  - Mais Inspirador (1993)[98]
  - PWI o colocou na #19ª dos 500 melhores lutadores individuais em 1999[99]
  - PWI o colocou na #46ª dos 500 melhores lutadores da história em 2003[100]
- Steel City Wrestling
  - SCW Tag Team Championship (1 vez)[101] – com The Blue Meanie
- Total Nonstop Action Wrestling
  - TNA Legends Championship (1 vez)
  - TNA World Heavyweight Championship (1 vez)
- World Championship Wrestling
  - WCW World Tag Team Championship (1 vez)[102] – com Kevin Sullivan
- World Class Wrestling Association
  - USWA World Tag Team Championship (1 vez)[103] – com Scott Braddock
  - WCWA World Light Heavyweight Championship (1 vez)[104]
  - WCWA World Tag Team Championship (2 vezes)[105] – com Super Zodiak II (1) e Scott Braddock (1)
- World Wrestling Federation / World Wrestling Entertainment
  - WWF Championship (3 vezes)[106]
  - WWF Hardcore Championship (1 vez)[107]
  - WWF Tag Team Championship (8 vezes)[35] – com Stone Cold Steve Austin (1), Chainsaw Charlie (1), Kane (2), Al Snow (1) e The Rock (3)
  - Slammy Award (1997) por Parafuso Solto
- Wrestling Observer Newsletter
  - Melhor Brawler (1991–2000)
  - Melhor em Entrevistas (1995, 2004, 2006)
  - Rivalidade do Ano (2000) vs. Triple H
  - Melhor Livro (2010) por "Countdown to Lockdown"
  - Wrestling Observer Newsletter Hall of Fame (Classe de 2000)

### Lucha de Apuesta
| Aposta   | Vencedor     | Perdedor    | Local                 | Data                    | Notas                                                                                               |
| -------- | ------------ | ----------- | --------------------- | ----------------------- | --------------------------------------------------------------------------------------------------- |
| Carreira | Triple H     | Cactus Jack | Hartford, Connecticut | 27 de fevereiro de 2000 | Luta Hell in a Cell no No Way Out entre a carreira de Cactus Jack e o WWF Championship de Triple H. |
| Carreira | Jeff Jarrett | Mick Foley  | Orlando, Flórida      | 22 de maio de 2010      | James Storm e Robert Roode foram os árbitros da luta.                                               |